# Escandón
Pour les articles homonymes, voir Escandón (homonymie).
Escandón est un quartier de la ville de Mexico fondé au début du XIXe siècle sur des terrains occupés jusque-là par des haciendas.
Il appartenait à la Hacienda de la Condesa, propriété de la famille Escandón qui a fractionné les terrains au sud. 
Le quartier conserve encore des bâtiments de la première moitié du XXe siècle, relevant des styles art déco, colonial californien et néocolonialiste. Au nord du quartier, en raison de la proximité du quartier Tacubaya, on trouve également des immeubles de style éclectique. La majorité des bâtiments construits à partir du milieu du XXe siècle sont des tours d'habitation collective.
Comme la plupart des quartiers construits à l'époque, Escandón offre de nombreux services et commerces tels par exemple le marché, ou encore le jardin "Morelos" situé en face de ce dernier. Par ailleurs, la spéculation immobilière a crû en raison de sa proximité avec des autres quartiers de niveau socio-économique élevé ou moyen comme Condesa, Nápoles, Roma et Del Valle.

## Subdivisions et situation
Escandón est situé au sud de la délégation Miguel Hidalgo, soit dans une situation centrale au sein de Mexico, et bénéficiant du réseau de grandes avenues qui l'entourent. Cela explique qu'il soit prisé pour le tourisme de plaisance ou d'affaires. En raison de sa grande taille, le quartier a été divisé en deux : Escandón I et Escandón II.
La première section s'étend de l'avenue Patriotismo jusqu'au quartier du Tacubaya et la seconde du Viaducto Presidente Miguel Alemán jusqu'au quartier Condesa.
Escandón est situé sur un terrain peu accidenté, aux limites des contreforts des collines de Tacubaya (appartenant aux Lomas de Chapultepec) et de la rivière du lac de Chapultepec. Il est délimité par les avenues et quartiers suivants : au nord, par l'axe 4 nommé Benjamín Franklin, l'avenue Baja California et le quartier Condesa; au sud, par le viaduc Presidente Miguel Alemán et par les quartiers Nápoles (pour Escandón II) et San Pedro de los Pinos (pour Escandón I); à l'est, par l'avenue Nuevo León et le quartier Roma; à l'ouest, enfin, par Tacubaya et l'avenue Revolución.

## Nomenclature
Divisé en deux par l'avenue Patriotismo, la seconde section à l'est se caractérise par une dénomination des rues liées à leur activité dominante  comme Comercio, Minería, Agricultura (littéralement commerce, exploitation minière, agriculture), ou à des noms de mouvements sociaux tels que Sindicalismo et Agrarismo (syndicalisme et agrarianisme) et des professions comme Ingenieros, Arquitectos, Astrónomos (ingénieurs, architectes et astronomes).
À l'ouest, les voies sont baptisées du nom de penseurs, écrivains et poètes mexicains et latino-américains, par exemple José Martí, Salvador Alvarado et Carlos B. Zetina. 
D'autres rues portent pour nom des dates, par exemple 11 de Abril, 12 de Octubre ou 12 de Agosto, et jusqu'à la fin du siècle dernier, les voisins organisaient la fête de la rue le jour en question, avec des décorations et en partageant de la nourriture.

## Histoire
Fondé au début du XIXe siècle, Escandón faisait partie des terrains d'une des plus célèbres haciendas de la ville de Mexique : La Hacienda de la Condesa. Les rues ont été tracées par les frères Escandón Barrón, dont la famille a été impliquée dans la création et le développement des arrondissements à la ville de Mexico depuis le début du Porfiriat. 
Proche des terrains de Tacubaya, considéré comme un lieu de divertissement pour les classes supérieures de la capitale, le quartier a été plus particulièrement urbanisé à l'ouest, où l'on peut encore trouver belles résidences et villas de campagne. Cependant, beaucoup ont été démolies pour faire place à des tours d'habitation collective. Des institutions et organisations publiques comme l'INAH ont néanmoins adopté des mesures de protection et de conservation pour les bâtiments historiques, et les appartements construits sont sujets à des réglementations strictes. Escandón est considéré comme un des plus anciens quartiers de Mexico.
Après de la révolution mexicaine, la ville de Mexico a connu un nouvel essor accompagné d'un accroissement démographique. Le quartier a connu un développement accéléré et s'est géographiquement étendu. Dans les années 1930, entre les rues de Sindicalismo, Nuevo León, Benjamín Franklin et Insurgentes, a été établi le premier quartier fermé de la ville de Mexico : "Insurgentes-Ejército Nacional", comprenant des habitations avec terrain, dont la surface peut varier de 140 m2 à 380 m2. Le quartier a été fondé à l'origine pour que les officiers supérieurs des troupes révolutionnaires et leurs familles s'y établissent. Actuellement, des descendants de ces premiers résidents habitent encore ces maisons. 
Les maisons construites à cette époque connaissent une forte demande liée à leur excellente situation et sont parfois démolies par des grands promoteurs immobiliers pour y construire des appartements à prix élevé malgré la protection du gouvernement et des associations. Les voisins ont été forcés de se constituer en association tentant d'éviter la modernisation et la démolition de ces belles maisons. 
Quand la guerre des Cristeros s'est finie, l'église du Saint-Ésprit a été la première à sonner les cloches. Le bâtiment de l'église, datant du début du XXe siècle, fait partie du patrimoine national.
Escandón a été le quartier des nombreux artistes, écrivains, juristes et universitaires. Le quartier préserve un aspect de village enclavé avec ses petits commerces et magasins, particulièrement dans la rue de Martí; la modernisation s'est néanmoins poursuivie au XXIe siècle, créant un mélange de tradition et de modernité architecturales. La présence d'arbres nombreux peut donner l'impression d'une sorte de forêt.
En raison de sa proximité avec le quartier Condesa, un quartier de divertissement, bohème, Escandón est en train de devenir une extension de celui-ci, et il est déjà nommé par certains "La Nueva Condesa" (le nouveau Condesa), mais les habitants sont attachés à son appellation originelle. 